# 垫紫草属
垫紫草属為紫草科中的屬，有垫紫草（Chionocharis hookeri）1种，分布于喜马拉雅，中国产于西南部及北部。是多年生高山垫状草本，叶紧密，扇状楔形；花单生于分枝的顶端，花萼5裂至近基部；花冠蓝色，近筒状，上部5裂，喉部有5枚附属物；雄蕊内藏；小坚果4，被短伏毛，着生面位于腹面基部之上。